# 牧原秀樹
牧原 秀樹（まきはら ひでき、1971年〈昭和46年〉6月4日 - ）は、日本の政治家。弁護士（埼玉弁護士会、牧原総合法律事務所）、アメリカ合衆国ニューヨーク州弁護士。
衆議院議員（5期）、法務大臣（第109代）、経済産業副大臣（第4次安倍第2次改造内閣）、厚生労働副大臣（第3次安倍第3次改造内閣・第4次安倍内閣）、環境大臣政務官（第2次安倍内閣）、衆議院内閣委員長、衆議院予算委員会理事、衆議院法務委員会理事、自由民主党青年局長、自由民主党環境部会長、自由民主党選挙対策委員会副委員長を歴任。麻布中学校・高等学校、東京大学法学部卒業。

## 来歴
東京都新宿区に生まれる（現住所はさいたま市中央区上落合）。麻布中学校、麻布高等学校を経て、1995年3月、東京大学法学部卒業。

### 弁護士として
1994年11月（大学在学中）司法試験に合格し、第49期司法修習生を経て1997年4月弁護士登録。同年同月に旧あさひ法律事務所へ入所。
日本では主として企業法務や国際紛争を専門としつつ、証券、金融、独禁法、知的所有権、国際援助、労働、破産などほぼ全ての分野の事件を担当し、さらには刑事弁護やストーカー事件、セクハラ防止、ヤミ金対策、家族法、民事訴訟なども手がける。留学に出てからは、国際通商法を軸に、米国で訴訟に巻き込まれた日本企業のために、知的所有権、強制労働、あるいは証券訴訟なども担当。
2000年 ジョージタウン大学ロースクール国際法学科（米国ワシントンD.C.）に入学し、2001年5月修了 (LL.M.)。2001年6月 世界貿易機関(WTOジュネーヴ)法律部にて研修。同年9月、 Hogan & Hartson LLP(法律事務所)(政府規制／国際通商部門）へ入所。
2002年2月、ニューヨーク州司法試験に合格。2002年8月、Masuda & Ejiri（旧：あさひ・狛法律事務所のニューヨーク事務所）入所。同年9月にニューヨーク州弁護士登録。
帰国後は、経済産業省通商機構部および経済連携課において、任期付職員（参事官補佐）としてWTO紛争やFTA交渉を担当し、日本の経済の生命線ともいうべき貿易・通商問題に尽くした。

### 政治家として
2005年9月、 第44回衆議院議員総選挙に埼玉5区から立候補し、小選挙区で枝野幸男に敗れるも比例復活し初当選。 経済産業省通商政策局通商機構部在職期間中、公募の面接で当時幹事長代理であった安倍晋三と面接をおこなう。
衆議院経済産業委員会委員就任。また、郵政民営化特別委員会委員就任。同年12月青年局次長、女性局次長、財政・金融・証券関係団体副委員長就任。
2007年、ダボス会議運営の世界経済フォーラムから、「ヤンググローバルリーダー（若き世界的指導者）」に選出される。同年10月、法務・自治関係団体副委員長就任。教育・文化・スポーツ関係団体副委員長就任。2008年4月にインターアクション・カウンシル（OBサミット）主催のヤング・リーダーズサミットの第1回日本代表（世界の20人）に選出される。
2009年8月、第45回衆議院議員総選挙に埼玉5区から自民党公認、公明党の推薦を受けて立候補するも、比例復活も叶わず落選。
同年10月、東北大学大学院客員教授に就任する。さらに11月、政策研究大学院大学客員研究員に。
2011年4月、仲間とともに東日本大震災の被害にあった子どもたちの教育支援のため、「一般財団法人 beyond tomorrow」を立ち上げ、発起人・理事に就任。
2012年12月、第46回衆議院議員総選挙に埼玉5区から自民党公認で立候補し、小選挙区で枝野に敗れるも比例で復活当選（2選）。
2013年9月、第2次安倍内閣にて環境大臣政務官に就任。翌年9月、自民党副幹事長に就任。
2014年12月、 第47回衆議院議員総選挙に埼玉5区から自民党公認で立候補し、小選挙区で枝野に敗れるも比例で復活当選（3選）。
2015年、自民党青年局長に就任。
2017年8月、第3次安倍第3次改造内閣にて厚生労働副大臣に就任。主として労働・年金分野を担当する。
2017年10月、第48回衆議院議員総選挙に埼玉5区から自民党公認で立候補し、小選挙区で枝野に敗れるも比例で復活当選（4選）。
2018年10月、衆議院内閣委員長に就任。
2019年9月、第4次安倍第2次改造内閣にて経済産業副大臣に就任。
2020年10月、自民党環境部会長に就任。
2021年10月、第49回衆議院議員総選挙に埼玉5区から自民党公認で立候補し、野党第一党の党首となった枝野を相手に僅差に持ち込むも、小選挙区で敗れ比例で復活当選（5選）。同年11月、自民党厚生労働部会長に就任。
2022年9月、衆議院予算委員会理事に就任。同年9月、自民党選挙対策委員会副委員長に就任。2023年、衆議院法務委員会理事に就任。
2024年9月27日に行われた自民党総裁選挙で上川陽子の推薦人代表を務めた。上川が外交公務中は討論会に代理として出席した。
同年10月1日、総裁選に勝利した石破茂を首班とする第1次石破内閣が成立し、牧原は法務大臣として入閣した。7日後の10月8日、記者会見を開き、世界平和統一家庭連合（旧統一教会）関連の会合に秘書などの代理を含め過去37回出席していたと明らかにした。
同年10月15日、第50回衆議院議員総選挙が公示され、埼玉5区からは牧原、枝野、れいわ新選組の辻村千尋、日本共産党の山本悠子の4人が立候補した。10月17日に読売新聞が序盤情勢を発表し、「枝野と牧原が一歩も譲らぬ展開」と報じた。自民党は裏金問題や統一教会問題、10月23日に発覚した非公認候補への2000万円支給問題などで逆風が吹き荒れた。10月27日、総選挙執行。投票締め切りの20時からほどなく朝日新聞は枝野の当選確実を報じた。牧原は比例北関東ブロックにも重複立候補していたが、同ブロックで自民党は7議席を獲得したものの、野中厚（埼玉12区との重複立候補）が7番目の惜敗率（73.937％）で比例復活で当選し、8番目（72.602％）だった牧原は同ブロック次点となり議席を失った。牧原は落選後も第2次石破内閣発足まで（形式上の）民間人閣僚として法務大臣の職を続けた。同年11月11日の内閣総辞職に伴い、法務大臣を退任した（後任は鈴木馨祐）。法務大臣在任日数は42日間（落選後は15日間）であった。在任中、死刑執行を一度も行わなかった。
同年11月28日に自身のフェイスブックにおいて、「後進に道を譲りたい」と投稿し、次期衆院選に埼玉5区からの不出馬と支部長公募に応募しない意向を表明した。

## 政策・主張

### 憲法
- 憲法改正についての各メディアのアンケートの結果は以下のとおり。
  - 2017年 - 朝日新聞社には「どちらともいえない」と回答[54]。
  - 2021年 - 毎日新聞社には「賛成」と回答[55]。
  - 2024年 - NHKには「賛成」と回答[56]。

- 9条改憲について、2021年の毎日新聞社のアンケートで「改正して自衛隊の存在を明記すべきだ」と回答[55]。憲法9条への自衛隊の明記について、2021年、2024年のNHKのアンケートで「賛成」と回答[57][56]。
- 憲法を改正し緊急事態条項を設けることについて、2021年の毎日新聞社のアンケート、2024年のNHKのアンケートで「賛成」と回答[55][56]。

### 外交・安全保障
- 安全保障関連法の成立について、2017年の朝日新聞社のアンケートで「どちらかと言えば評価する」と回答[54]。
- 敵基地攻撃能力を持つことについて、2021年の毎日新聞社のアンケートで「賛成」と回答[55]。
- 普天間基地の辺野古移設問題について、2021年の毎日新聞社のアンケートで「政府が埋め立てを進めるのはやむを得ない」と回答[55]。
- 徴用工訴訟などの歴史問題をめぐる日韓の関係悪化についてどう考えるかとの問いに対し、2021年の毎日新聞社のアンケートで「政府の今の外交方針でよい」と回答[55]。
- 「北朝鮮に対しては対話よりも圧力を優先すべきだ」との問題提起に対し、2017年の朝日新聞社のアンケートで「どちらともいえない」と回答[54]。
- 「非核三原則を堅持すべきだ」との問題提起に対し、2017年の朝日新聞社のアンケートで「どちらかといえば賛成」と回答[54]。
- 2019年11月1日、タイのバンコクで、日本・中国・韓国と東南アジア諸国連合（ASEAN）・インドなど16か国が参加する東南アジア地域包括的経済連携 (RCEP) 閣僚会合に経済産業副大臣として出席[58]。梶山弘志経済産業大臣が出席しない理由は経済産業省のHPには記載されていないが、新聞報道では「国会対応のため」表明したとなっている[59][60]。なお、日本経済新聞は梶山経済産業大臣が「牧原副大臣は経産省にいた経験があり通称・交渉のプロ。成果を託す」と発したと報道している[61]。

### ジェンダー
- 選択的夫婦別姓制度の導入についての各メディアのアンケートの結果は以下のとおり。
  - 2017年 - 朝日新聞社には「どちらかと言えば反対」と回答[54]。
  - 2021年 - NHK、毎日新聞社には回答しなかった[57][55]。
  - 2024年 - NHKには回答しなかった[56]。

- 同性婚を可能とする法改正についての各メディアのアンケートの結果は以下のとおり。
  - 2017年 - 朝日新聞社には「どちらとも言えない」と回答[54]。
  - 2021年 - NHK、毎日新聞社には回答しなかった[57][55]。
  - 2024年 - NHKには回答しなかった[56]。

- クオータ制の導入について、2021年のNHK、毎日新聞社のアンケートで回答しなかった[57][55]。2024年のNHKのアンケートで「賛成」と回答[56]。

### 環境問題
- 2019年4月、議員ら4人名でエナジープールジャパンへ視察。中長期の温暖化対策が課題となる中で、同社の産業用デマンドレスポンス (DR）事業が環境負荷の軽減に役立つことなどを指摘し、意見交換をおこなった。[62]
- 10年程電気自動車の普及活動を行う。日本がEV技術を整えて中国・インドなどに普及すれば、温暖化を抑制する意味でもプラスになると本郷との対談にて語る[63]。
- 環境大臣政務官時、エコドライブ推進のため、東京モーターショーでのキックオフイベントを開催し、その際、「自動車からの二酸化炭素排出削減は、重要な問題で、なかでもエコドライブがカギになる」と語り、「日本中のドライバーがエコドライブに取り組めば、ベルギー１か国分の二酸化炭素が削減できる計算になる」と指摘し、エコドライブの重要性を訴えた[64]。
- 2019年11月下旬、CO2を地中に封じ込める技術「CSS」を苫小牧CSS実証試験センターにて視察。「CSS」について「地球温暖化防止の切り札になる」と強調した。視察後「（試験で）技術はかなり確立され、日本のCSSは極めて安全で地球温暖化防止に有益なことを世界に発信したい」と述べた[65]。
- 水素の利活用について、「水素を海外から運搬するために液化し、また戻すのは膨大なエネルギーを使う」と指摘し、水素の国産化を進めるべきだとしている[66]。

### 動物愛護
- 環境大臣政務官時代は、犬猫の殺処分ゼロを目指す計画を主導した。牧原は2014年6月に、「今まで別々だった取り組みをつなげていきたい。2020年の東京五輪までに、動物先進国の人に対しても恥ずかしくないよう（なレベル）にしたい」と語っている[67]。
- 「犬猫殺処分ゼロをめざす動物愛護議員連盟」に所属し、動物愛護法改正に尽力した。2019年、動物愛護法の法改正により以前は殺傷への罰則が2年以下の懲役（または200万円以下の罰金）を5年以下の懲役（または500万円以下の罰金）に引き上げた。また、マイクロチップ装着の義務化が成立したことにより、遺棄防止や自然災害で迷子になった犬猫にも役立つ[68]。牧原は、改正動物愛護法の成立に「繁殖業者にマイクロチップ装着を義務付けたことが実務的に１番大きい。保健所にきたペットがいつ生まれて、誰に飼われたかも分かる。迷子になった犬猫も発見できる。殺傷への罰則を5年以下の懲役または500万円以下の罰金に引き上げたのも重要だ」と話している[69]。

### 子ども・子育て
- 2023年6月1日、こども未来戦略会議（議長・岸田文雄内閣首相）で、児童手当の拡充や「こども誰でも通園制度」の創設などが次々と表明される中、焦点の財源について岸田総理が「歳出削減などにより、実質的な負担は求めない」とした上で、財源の詳細については年末までに結論を得ると発言したことに対して、牧原は会議後のメディアインタビューにて、「社会保障費の改革というのは不断に行ってきております。そこが削られるというメッセージが誤った形でなると、国民不安を呼んでしまう」と答えた[70]。
- 2023年6月2日、自民党内で「こども・若者」輝く未来創造本部（本部長・茂木敏充幹事長）と政務調査会の合同会議が開かれ、16～18歳の子供のいる家庭の税負担を軽減する扶養控除の見直しが挙がった際に牧原は、「扶養控除は子育て世帯への支援策だ。廃止して実質増税になるようなことには絶対に反対だ」と述べた[71]。
- 不登校の問題について政府は対策を講じているが、増えている現状を指摘し、「学校に行けないという悩みを抱えた立場の人たちからすると、実はそんなに解決策が見えるというものではありません。」と語り、岸田総理に対して、非常に重要な問題として担当大臣を設けること、あるいは他の手段を講じるよう提案した[72]。

### その他
- 安倍内閣による森友学園問題・加計学園問題への対応について、2017年の朝日新聞社のアンケートで「どちらとも言えない」と回答[54]。
- 森友学園への国有地売却をめぐる公文書改竄問題で、2021年5月6日、国は「赤木ファイル」の存在を初めて認めた[73]。しかし5月13日、菅義偉首相はファイルの存在を踏まえた再調査を行わない考えを報道各社に書面で示した[74]。9月の自民党総裁選挙で総裁に選出された岸田文雄も10月11日、衆議院本会議の代表質問で再調査の実施を否定した[75]。国の対応をどう考えるかとの同年の毎日新聞社のアンケートに対し、選択肢以外の回答をした[55]。
- アベノミクスについて、2017年の朝日新聞社、毎日新聞社のアンケートで「評価する」と回答[54][76]。
- 「ドナルド・トランプ大統領を信頼できるか」との問いに対し、2017年の毎日新聞社のアンケートで「信頼できる」と回答[76]。
- 難民の認定率が低いと指摘されていることについて、「大切なのは、保護すべき方をきちんと保護できるかどうか、ここに懸かっている」と語っている[77]。
- 2023年1月30日の衆院予算委員会で、内閣総理大臣でありながら自民党の派閥（宏池会）の会長ポストを続けている岸田文雄首相に派閥離脱への見解を尋ねた[78]。岸田首相は「派閥との関係について適切に対応しなければならない」と述べたが、自身が派閥から離脱するかどうかについては明言を避けた[79]。
- 2008年11月18日、国籍法改正案を議題とした本会議では、法務委員会での審議が不十分として赤池誠章・西川京子らと共に採決前に退席した[80]。
- 野党や野党時代の自民党でも行われていた、国会での日程闘争について、全国民の代表である国会議員が日程闘争で審議が止まり、ただ待機しているだけというのは、急速な社会の変化の中で苦労している国民に対して今や説明できないやり方で、もったいないことだと述べ、そうした国会の仕組みや慣習を見直すべきと衆院本会議で演説している[81]。
- 青少年の健全育成を理由としたインターネット規制強化の請願を国会に提出した[82]。
- 自民党のスポーツ立国調査会の下に、データ活用を議論するDXのプロジェクトチームが発足し、そのプロジェクトチームの座長に就任した[83]。
- カーボンリサイクル議連の会長として、GX経済移行債で調達される予算について「カーボンリサイクル分野にできるだけ多く充てられるよう後押ししていく」と語っている[84]。
- 自民党初の化学業界のための議員連盟「エネルギー・化学産業振興議連」の発起人になり、2022年8月時点で事務局長代理を務める[84]。
- 死刑制度に関しては賛成で有る。

## 人物・発言

### 統一教会との関係
- 2021年6月6日、さいたま市の「市民会館おおみや大ホール」で開催された「祝福結婚と希望前進大会2021　in 埼玉」（主催・世界平和統一家庭連合　西埼玉教区）に、牧原が参加し、挨拶していた[85]。
  - 出席者の1人はFLASHの記者に対し、「牧原議員は、遅れてやってきて、式次第を変更させて登場し、挨拶しました。自民党環境部会長（当時）としての職務内容を話し、選挙のタイミングなどを話題に上げ、また『自民党にお力を貸してください』と話して、挨拶は終了しました。じつはこのイベントには、埼玉1区選出の村井秀樹議員も出席していました。村井議員は自民党の点検に正直に申告した結果、氏名が公表されています。同じく出席していたはずの牧原議員の名前が出ないことに、違和感を覚えました」と語った[85]。

- 2022年7月から8月にかけて、共同通信社は、全国会議員712人を対象に、統一教会との関わりを尋ねるアンケートを実施。8月31日に各議員の回答の全文を公表した。岸田文雄首相は8月8日の自民党臨時役員会で、統一教会をめぐり「政治家の責任で関係をそれぞれ点検し、適正に見直してもらいたい」と述べ、党所属国会議員全員に通達するよう指示[86]しながらも、自身はアンケートに答えることを拒否した[注 2]。牧原もアンケートに答えることを拒否した[91][92]。

- 2022年9月5日、統一教会と政界との関係に関する報道が相次ぐ中、牧原はTwitterに《信教、思想、良心の自由に踏み込むととめどなく魔女刈りが続くおそれがあります。破防法や暴対法、消費者相談など何をもって誰が「反社」とか「カルト」と決めるのかも決めないと共産主義中国の文化大革命のような危険性や怖さを感じます。信教・良心の自由は大切な憲法の基本的人権です》と投稿した[93]。
- 2024年10月8日の記者会見で、統一教会関連の会合に秘書などの代理を含め過去37回出席していたと明らかにした[40]。牧原によると、教団主催のイベントに3回、関連団体主催のものに34回出席したという。関連団体のイベントの9回は牧原本人が出席し、残りの25回は秘書が参加した[94]。
  - 同日の記者会見で、初出馬した2005年から教団関係者による選挙のボランティア支援を受けていたことを明らかにした。地元議員の支援者に教団関係者が含まれていたとし「必然的に県議、市議の方に選挙をやっていただく中、応援をいただいた。『あなた、関係者ですか』と聞くこともできない」と釈明した[94]。

### 人身事故についての発言
2021年11月19日、東京・恵比寿駅で人身事故が発生した中で、牧原はツイッターに「ホームには人が溢れています。電車が遅れると本当に困りますよね。地元さいたまでのいくつもの会合に間に合わない。。」と投稿した。「人の命よりも遅刻の心配？」などの批判の声が上がったことで、牧原は投稿を削除した。

### その他
- 見沼たんぼに日本一の桜並木を作ろうとする、市民団体およびさいたま市が20キロの桜並木の整備を目指しており、見沼たんぼ桜ロードプロジェクト第3回記念植樹式に来賓として参加し、記念植樹を行った[97]。
- 弁護士となって以来、憧れの恩師である桝田淳二の言葉を大切にしており、「我々にとっては数ある案件の一つでも依頼者にとって一生に一度のことだ」という言葉は、政治家になった今も仕事の信条の一つとなっている[98]。また、「人生は階段を一つ一つ上るようなものだ」という言葉は、落選した時も含めて支えになっている[98]。
- 明治から昭和にかけて活躍した東京新川の酒問屋牧原仁兵衛の一族であり三代牧原仁兵衛の孫、現在の株式会社牧原本店（東京都中央区新川）は本家に当たる[99]。
- 好きな本は『竜馬がゆく』で、司馬遼太郎の作品はすべて読破している[5]。
- 浪人生時代に『天才・たけしの元気が出るテレビ!!』の企画「勉強して東大に入ろうね会」に出演しており、広瀬伸哉のライバル的役回りを演じていた。出演した理由について、「テレビの世界を理解したかったから」と語っている[100]。
- 2024年8月に地元の選挙区内の祭りで、本人をデザインしたオリジナルのトレーディングカードを配布していたと週刊文春は報じた、牧原の事務所は「『名刺』に過ぎません。」と回答した[101](埼玉県選挙管理委員会は「『トレカに財産的価値がある』と認められると、『寄付』にあたる可能性がある」としている)。

## 不祥事
- 2017年10月の衆議院選挙前に、さいたま市内の認可外保育所の存続を求める署名に応じた複数の市民に対し、牧原から保育所存続を知らせる葉書が送付された。牧原は要望提出の際に紹介者となっていたが、署名には「要望の提出以外に使用しない」と明記されており、牧原が個人情報を無断で流用したのではないかとの指摘が出ている[102]。
- 2018年3月1日、厚生労働副大臣として出席した自民党厚労部会において、裁量労働制に係る法案を巡る厚労省不適切データ問題における野党ヒアリングについて「全面テレビ公開で、公開リンチのようにやる」「『そうやって隠すのか』と一部の人が大騒ぎをして大変なことになる。ほぼ帰ってない職員がいる」としたが、その後、「部下を思うあまり、非常に不適切な表現をした」と釈明し発言を撤回。「野党の皆さんが議論するのは正当な権利。こちら（厚労省）に落ち度があったことは事実で、大変申し訳なく思っている」とした[103]。立憲民主党の逢坂誠二は牧原の「公開リンチ」発言に係る質問主意書において、牧原の発言は日本国憲法第63条ないし国会法104条に反するとした上で、政府全体の見解として、「国会議員が提出予定法案について関係省庁に事前説明を求めること」が、リンチの定義である「法的手続きを経ない暴力的制裁」であったり、「一部の人が」という発言から「特定の私的集団による要求」といった思考に陥っていないかを質した[104]。

## 選挙歴
| 当落 | 選挙                   | 執行日         | 年齢 | 選挙区                | 政党       | 得票数     | 得票率 | 定数 | 得票順位 /候補者数 | 政党内比例順位 /政党当選者数 |
| ---- | ---------------------- | -------------- | ---- | --------------------- | ---------- | ---------- | ------ | ---- | ------------------ | ---------------------------- |
| 比当 | 第44回衆議院議員総選挙 | 2005年09月11日 | 34   | 比例北関東（埼玉5区） | 自由民主党 | 9万1472票  | 43.22% | 1    | 2/3                | 7/9                          |
| 落   | 第45回衆議院議員総選挙 | 2009年08月30日 | 38   | 埼玉5区               | 自由民主党 | 8万5139票  | 38.47% | 1    | 2/3                | /                            |
| 比当 | 第46回衆議院議員総選挙 | 2012年12月16日 | 41   | 比例北関東（埼玉5区） | 自由民主党 | 8万4120票  | 40.79% | 1    | 2/4                | 1/6                          |
| 比当 | 第47回衆議院議員総選挙 | 2014年12月14日 | 43   | 比例北関東（埼玉5区） | 自由民主党 | 8万6636票  | 44.36% | 1    | 2/3                | 2/8                          |
| 比当 | 第48回衆議院議員総選挙 | 2017年10月22日 | 46   | 比例北関東（埼玉5区） | 自由民主党 | 7万7023票  | 37.12% | 1    | 2/3                | 3/7                          |
| 比当 | 第49回衆議院議員総選挙 | 2021年10月31日 | 50   | 比例北関東（埼玉5区） | 自由民主党 | 10万7532票 | 48.62% | 1    | 2/2                | 3/7                          |
| 落   | 第50回衆議院議員総選挙 | 2024年10月27日 | 53   | 埼玉5区               | 自由民主党 | 7万8250票  | 37.01% | 1    | 2/4                | 8/7                          |

## 役職

### 現在の役職

#### 衆議院
- 予算委員会 理事
- 法務委員会 理事

#### 自由民主党
- 選挙対策委員会 副委員長
- 再犯防止推進特別委員会 副委員長
- 国際協力調査会TICAD PT座長
- スポーツ立国調査会 スポーツDX PT 座長
- 厚生労働部会 リハビリテーションに関する小委員会 委員長
- ソフトパワーによる日本再生！！特命委員会 幹事
- 大阪・関西万博推進本部 副幹事長
- 青年局 顧問

（出典）

## 所属団体・議員連盟
- リハビリテーションに関する小委員会（委員長）[107]
- カーボンリサイクル技術推進議員連[108][109]
- 世界平和国会議員連合
- カーボンリサイクル技術推進議員連盟（会長）[66]
- 空手道推進議員連盟[110]
- 猫殺処分ゼロをめざす動物愛護連盟[111]
- エネルギー・化学産業振興議員連盟[112]
- LED普及促進議員連盟[113][114]
- 海事振興議員連盟[115]
- 自民党たばこ議員連盟[5]
- 日本会議国会議員懇談会[116]
- 神道政治連盟国会議員懇談会[116]
- 創生「日本」[116]
- 子どもの貧困対策推進議員連盟[117]
- 北朝鮮に拉致された日本人を早期に救出するために行動する議員連盟
- 国際観光産業振興議員連盟（カジノ議連）[118]
- 国際連帯税創設を求める議員連盟
- 83会
- 再チャレンジ支援議員連盟
- 自民党動物愛護管理推進議員連盟
- トラック輸送振興議員連盟
- 日AU友好議連[119]